# Andrei Pavel (cầu thủ bóng đá)
Andrei Vlad Pavel (sinh ngày 29 tháng 7 năm 1992 ở Piatra Neamț, România) là một cầu thủ bóng đá người România thi đấu cho Aerostar Bacău.

## Thống kê sự nghiệp

### Câu lạc bộ
(Chính xác tính đến ngày 30 tháng 5 năm 2013)
| Câu lạc bộ            | Mùa giải            | Giải vô địch | Giải vô địch | Cúp     | Cúp       | Châu Âu | Châu Âu   | Tổng cộng | Tổng cộng |
| Câu lạc bộ            | Mùa giải            | Số trận      | Bàn thắng    | Số trận | Bàn thắng | Số trận | Bàn thắng | Số trận   | Bàn thắng |
| --------------------- | ------------------- | ------------ | ------------ | ------- | --------- | ------- | --------- | --------- | --------- |
| Ceahlăul Piatra Neamț | 2010–11             | 2            | 1            | 0       | 0         | 0       | 0         | 2         | 1         |
| Ceahlăul Piatra Neamț | 2011–12             | 7            | 1            | 0       | 0         | 0       | 0         | 7         | 1         |
| Ceahlăul Piatra Neamț | 2012–13             | 5            | 1            | 0       | 0         | 0       | 0         | 5         | 1         |
| Tổng cộng             | Tổng cộng           | 14           | 3            | 0       | 0         | 0       | 0         | 14        | 3         |
| Tổng cộng sự nghiệp   | Tổng cộng sự nghiệp | 14           | 3            | 0       | 0         | 0       | 0         | 14        | 3         |